# Anne LeBaron

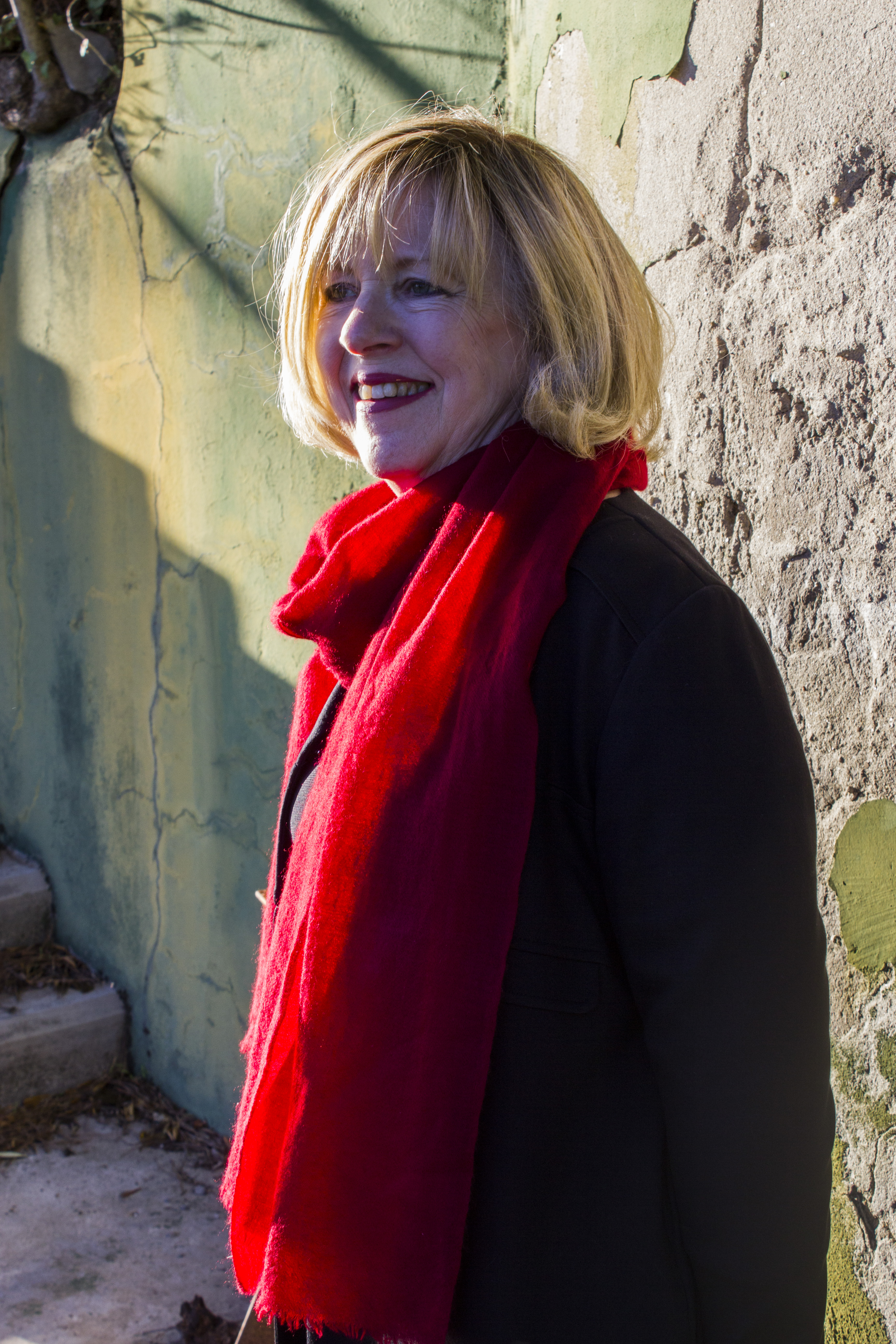
Anne LeBaron, 2018

Alice Anne LeBaron (* 30. Mai 1953 in Baton Rouge) ist eine US-amerikanische Harfenistin, Komponistin und Hochschullehrerin, die im Zwischenbereich von Avantgarde Jazz, Neuer Musik und freier Improvisation tätig ist.

## Leben und Wirken
Anne LeBaron erwarb 1974 den Bachelor in Musik an der University of Alabama und 1978 den Master of arts in Musik an der State University of New York at Stony Brook; 1989 promovierte sie an der Columbia University. 1979 spielte sie im Duo mit Davey Williams und LaDonna Smith. Sie studierte 1980/81 bei György Ligeti als Fulbright-Stipendiatin an der Musikhochschule Köln und 1983 traditionelle koreanische Musik am The National Center for Korean Traditional Performing Arts in Seoul.
Im Jahr 1991 entstand das Album Phantom Orchestra mit dem Anne LeBaron Quintett, das aus Davey Williams, dem Trompeter Frank London, dem Tubisten Marcus Rojas, dem Schlagzeuger Gregg Bendian und LeBaron bestand, die neben der Harfe auch Electronics einspielte. 1992 erhielt sie ein Stipendium der Guggenheim Fellowship. 1995 wirkte LeBaron an Muhal Richard Abrams’ Album One Line, Two Views mit. Sie arbeitete außerdem mit Georg Gräwe (Chamber Works, 1991/92), Erhard Hirt, John Lindberg, Myra Melford und Earl Howard (1999). Im Jahr 2000 erschien ihr Album Sacred Theory of the Earth [Telluris Theoria Sacra] bei CRI Emergency. Die Newband nahm ihre Komposition Southern Ephemera (1993) auf.
Seit 2001 unterrichtete LeBaron am California Institute of the Arts, zuvor war sie an der University of Pittsburgh tätig. Sie komponierte für ihr Anne LeBaron Quintet und 2005 die Oper Wet.

## Diskographische Hinweise
- Rana, Ritual and Revelations (mode30) (1992)
- Anne LeBaron/Andrea Centazzo/Andrew Raffo Dewar: Encantamientos (2017)